# Трусов, Константин Александрович
Константин Александрович Трусов (1919—1981) — советский военный инженер, генерал-полковник, лауреат Ленинской премии.

## Биография
Родился в Петрограде 17.05.1919.
С 1941 г. на службе в РККА. Во время войны — в подразделениях ПВО в званиях от лейтенанта до капитана.
После войны окончил Военную Краснознаменную академию связи им. С. М. Буденного.
С начала 1950-х гг. заместитель начальника вооружения Министерства обороны.
В последующем — заместитель начальника 4-го ГУ МО по опытно-конструкторским работам, 1-й заместитель начальника вооружения МО СССР.
Участник правительственных делегаций СССР на переговорах по разоружению с США. Заместитель председателя Научно-технического комитета Генштаба Вооруженных сил СССР.
Воинские звания:
- Генерал—майор инженерно—технической службы (09.05.1961);
- Генерал—лейтенант инженерно—технической службы (25.10.1967);
- Генерал—полковник—инженер (28.10.1976).

Кандидат технических наук (1967).
Ленинская премия 1966 года — за участие в создании системы «А» (ПРО) как представитель заказчика — Министерства обороны СССР.
Награждён 4 орденами Красной Звезды, орденами Ленина, Отечественной войны 1-й и 2-й степеней.
Похоронен на Новодевичьем кладбище.